# 明聖
明聖（めいせい）は、中国の大理国の段素英の時代に使用された元号。989年 - 991年  。

## 西暦との対照表
| 明聖 | 元年  | 2年   | 3年   |
| 西暦 | 989年 | 990年 | 991年 |
| 干支 | 己丑  | 庚寅  | 辛卯  |